# (117568) Yadame
(117568) Yadame est un astéroïde de la ceinture principale.

## Description
(117568) Yadame est un astéroïde de la ceinture principale. Il fut découvert le 5 mars 2005 à Kitami par Kin Endate. Il présente une orbite caractérisée par un demi-grand axe de 2,55 UA, une excentricité de 0,20 et une inclinaison de 12,9° par rapport à l'écliptique.

## Compléments